# Zobera
Zobera är ett släkte av fjärilar. Zobera ingår i familjen tjockhuvuden.
Kladogram enligt Catalogue of Life:
| Zobera | \| \| Zobera albopunctata \| \| \| \| \| \| Zobera marginata \| \| \| \| |
|        | \| \| Zobera albopunctata \| \| \| \| \| \| Zobera marginata \| \| \| \| |
|        | Zobera albopunctata                                                      |
|        |                                                                          |
|        | Zobera marginata                                                         |
|        |                                                                          |